# Лемурия

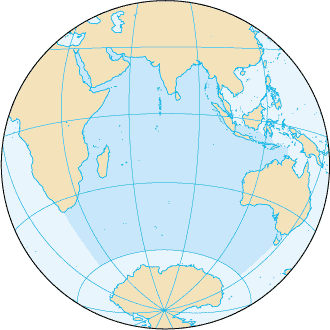
Индийский океан, где якобы располагалась Лемурия

Лему́рия (англ. Lemuria) — континент, который, согласно опровергнутой научной гипотезе, выдвинутой в 1864 году зоологом Филипом Склейтером, располагался и впоследствии затонул в Индийском океане. Гипотеза была предложена как объяснение ареала лемуров в Африке, Мадагаскаре, Индии и островах Индийского океана, так как по классификации животных того периода лемурами считались не только эндемики Мадагаскара.
Гипотезы о Лемурии и других затонувших землях стали ненаучными, когда в 1960-х годах учёным сообществом была окончательно принята представленная ещё в 1912 году теория дрейфа материков Альфреда Вегенера, согласно которой, в частности, объясняется схожесть живых организмов в разных частях света. По данной теории, вся суша в древнем прошлом Земли была объединена в один сверхматерик — Пангею.
Благодаря биологу Эрнсту Геккелю, предположившему в 1870 году, что Лемурия могла быть прародиной человечества, данная гипотеза вышла за пределы геологии и зоогеографии, попав в поле актуального на то время вопроса о происхождении человека, что обеспечило популярность Лемурии вне рамок научного сообщества. В итоге оккультист и основательница теософии Елена Блаватская в конце XIX века поместила Лемурию в систему своего мистико-религиозного учения, утверждая, что этот континент являлся родиной предков человека — лемурийцев. Сочинения Блаватской оказали значительное влияние на западную эзотерику, популяризировав миф о Лемурии и её мистических обитателях.

## История гипотезы

### Предпосылки
Появлению и развитию гипотез о Лемурии и других древних континентах способствовал научный переворот в геологии. До конца XVIII века наука считала, исходя из библейской хронологии, что возраст Земли составляет около 6 000 лет. Однако открытия в области геологии показали, что ранее планета претерпевала множество преобразований, которые не могли произойти за столь короткий для неё временной промежуток. В 1780-х годах шотландским геологом Джеймсом Геттоном (1726—1797) была разработана концепция глубокого времени, указывающая на чрезвычайно медленный характер геологических процессов, из чего делался вывод об огромной древности Земли.
Геттон утверждал, что вследствие непрерывного изменения суши посредством эрозии и седиментации континенты медленно размывались и уходили на дно океана, и из его глубин поднимались новые. Таким образом, Земля предстаёт в этой гипотезе последовательностью появляющихся и исчезающих миров со своей уникальной флорой и фауной. В начале XIX века данный взгляд спровоцировал интерес к гипотетическим исчезнувшим землям и древнему прошлому Земли. Учёные и исследователи различных областей науки принялись с энтузиазмом изучать доисторический период, систематизировать вымершие виды организмов, описывать исчезнувшие континенты и строить смелые гипотезы.

### Возникновение в контексте науки

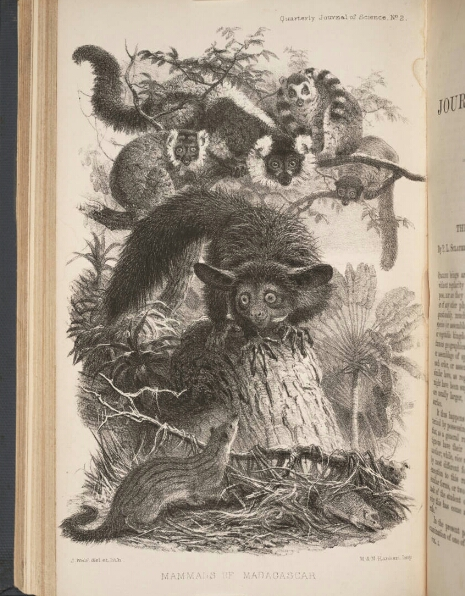
Литография с изображением лемуров, выполненная Й. Вольфом. Страница из статьи Ф. Склейтера «The Mammals of Madagascar» (1864)

В 1864 году британский зоолог Филип Склейтер (1829—1913) опубликовал статью «The Mammals of Madagascar» (с англ. — «Млекопитающие Мадагаскара») в британском научном журнале Quarterly Journal of Science, в которой, в частности, рассматривал вопрос ареала лемуров. По таксономии того времени лемурами считались не только эндемики Мадагаскара, но и родственные им приматы, населяющие Южную Индию, Шри-Ланку и многочисленные острова Юго-Восточной Азии. Для объяснения этого явления Склейтер вывел гипотезу о существовании в прошлом материка, который соединял места обитания лемуров, однако затонул впоследствии, чем и объясняется расселение лемуров на таком удалении. В честь этих приматов учёный предложил название для гипотетического континента — Лемурия.

Аномалии мадагаскарской млекопитающей фауны объясняются лучше всего, если предположить, что перед существованием Африки в её нынешнем виде большой континент занимал части Атлантического и Индийского океанов и простирался в направлении нынешней Америки на запад, а также в направлении Индии и её островов на восток; что этот континент распался на острова, некоторые из которых соединились с нынешним африканским континентом, а некоторые, возможно, с нынешней Азией; и что на Мадагаскаре и на Маскаренских островах у нас есть живые реликты этого огромного континента, и для него, как для первоначального очага Stirps Lemurum, я хочу предложить название Лемурия!
Оригинальный текст (англ.)The anomalies of the Mammal fauna of Madagascar can best be explained by supposing that anterior to the existence of Africa in its present shape, a large continent occupied parts of the Atlantic and Indian Oceans stretching out towards (what is now) America to the west, and to India and its islands on the east; that this continent was broken up into islands, of which some have became amalgamated with the present continent of Africa, and some, possibly, with what is now Asia; and that in Madagascar and the Mascarene Islands we have existing relics of this great continent, for which as the original focus of the “Stirps Lemurum,” I should propose the name Lemuria!
— Ф. Склейтер. «The Mammals of Madagascar» (1864)
Ещё до выхода статьи Склейтера некоторые исследователи уже предлагали похожие гипотезы о материке, однако зоолог не ссылался на них в своей работе. Так, в 1840-х годах французский зоолог Этьенн Сент-Илер (1772—1844), объясняя сходство фауны Индии и Мадагаскара, предположил, что между ними в древности могла быть земля. В 1859 году британский учёный Альфред Уоллес (1823—1913) высказал подобную гипотезу, объясняя устройство фауны острова Сулавеси, однако позднее Уоллес стал резко критиковать применение гипотез затонувших континентов в зоогеографии. На основе новых открытий в биологии и геологии английский геолог Сирлс Вуд (1830—1884) в 1860 году также предполагал существование древнего материка в Южном полушарии Земли. Таким образом, оригинальность гипотезы Склейтера заключалась не в самой идее континента, а в присвоении ему имени, что обеспечило именно этой догадке выход в пространство научной дискуссии. Более того, вывод гипотез о материках на тот период был популярной практикой в зоогеографии. Выдвигались версии и о существовании суши в Атлантическом и Тихом океанах.
В целом, с середины 1860-х годов при продолжающемся развитии геологии всё больше учёных предлагали свои гипотезы о возможном существовании суши в Индийском океане времён мезозоя. Однако некоторые исследователи избегали связи с Лемурией, предлагая собственные названия гипотетической земле.

### Опровержение
Уже с начала своего появления гипотеза Филипа Склейтера имела шаткое положение в науке. Предположений о былом материке в пространстве Индийского океана было множество, но все они конкурировали между собой. Учёные не сходились во мнениях, являлась Лемурия континентом, сухопутным мостом или просто территориальным продолжением текущих материков. У них также отсутствовал консенсус в названии этой земли. Более того, Склейтер в 1875 году в отчёте Британской научной ассоциации уменьшил свою гипотетическую сушу до границ Мадагаскара и соседних островов. В то же время Альфред Уоллес из сторонника Лемурии превратился в противника гипотез затонувших континентов, отстаивая идею постоянства материков и океанов. В своём труде «Island Life» (1880) учёный назвал Лемурию антинаучной гипотезой, сравнив её с Атлантидой, которая некоторое время серьёзно рассматривалась как объяснение сходства европейской и североамериканской флоры и фауны.
Значительно подорвал влияние гипотезы о Лемурии труд австрийского геолога Эдуарда Зюсса (1831—1914) «Das Antlitz der Erde» (1885), где он впервые ввёл в научный оборот Гондвану — древний суперконтинент, занимавший почти всё Южное полушарие Земли. В своей монографии Зюсс сравнил Гондвану с Лемурией, так как обе этих гипотезы были способны объяснить схожесть геологических образований, а также схожесть флоры и фауны на разных континентах. В то время как Лемурия находилась в рамках объяснения ареала лемуров и могла обеспечить связь между Африкой и Индией, Гондвана являлась более значительной континентальной массой, которая обеспечивала объяснение учёным связей также между Австралией и Южной Америкой. Это заставило Лемурию уступить свою популярность Гондване.
В 1912 году на фоне непрекращающихся споров по поводу затопленных земель немецкий метеоролог Альфред Вегенер (1880—1930) предложил собственную теорию передвижения континентов, согласно которой в конце палеозоя вся суша Земли представляла собой единый сверхматерик Пангею. Согласно теории, в юрском периоде Пангея начала распадаться на более мелкие континентальные блоки, которые принялись дрейфовать в различных направлениях, представив современное расположение материков. По версии Вегенера, текущий полуостров Индостан в древности представлял собой более длинный континентальный тракт. Однако после отделения от Австралии эта земля «сложилась» внутрь Азии, образуя «складки» в виде Гималаев. Этот процесс Вегенер назвал «лемурийским сжатием». Таким образом, в данной теории для Лемурии не осталось места, так как сам Индостан был связан с Мадагаскаром без включения промежуточных земель.
В 1960-х годах теория дрейфа материков Вегенера была принята научным сообществом, и гипотезы о затонувших землях стали ненаучными. С 1970-х годов, при развитии теории тектоники плит, Лемурия полностью исчезла из серьёзной научной дискуссии, и в современных академических исследованиях она упоминается только в контексте истории наук.

## Трактовка в оккультизме. Лемурийцы

### Предпосылки
После выхода статьи Склейтера гипотезу о Лемурии поддержал немецкий биолог Эрнст Геккель (1834—1919) и в дополнение предположил, что та могла быть местом происхождения человека, о чём он написал во втором издании монографии «Естественная история миротворения» (1870), где умышленно связал Лемурию с мифологией, назвав её в скобках «Раем» («Эдемом»). Таким образом, Геккель поместил Лемурию в контекст антропологии, чем привлёк к гипотезе более широкую аудиторию, так как вопрос происхождения человека на тот момент был одной из самых актуальных проблем науки. Подобное утверждение являлось куда более умозрительным, чем объяснение сходства фауны, так как нахождение следов первого человека в Лемурии даже гипотетически не представлялось возможным, однако оно нашло своих сторонников. Например, немецкий философ Фридрих Энгельс (1820—1895) в очерке «Роль труда в процессе превращения обезьяны в человека» (1876) предположил, что высокоразвитый вид человекообразных обезьян мог обитать на затонувшем материке в Индийском океане. Тем не менее, именно предположение Геккеля обеспечило Лемурии выход за рамки научного обращения, не дав ей затеряться среди множества других гипотез о затонувших землях.
В то же время развитие науки в XIX веке и продолжающаяся глобализация в рамках европейского империализма практически не оставили на Земле «загадочных», неисследованных земель, а также способствовали появлению в обществе более материалистичного отношения к жизни. Как реакция на эти явления в конце XIX века произошло возрождение массового интереса к оккультизму, в рамках которого одной из важнейших тем явился поиск материальных и нематериальных земель, недоступных имперской колонизации и глобальному капитализму. Оккультизм XIX века обратился к культурам Египта, Индии, Тибета, находя в их истории и мифах подводные, подземные, внеземные или астральные пространства, которые становились «terra incognita» для исследователей-мистиков. Несмотря на то что Лемурия не имела под собой мифологического основания и зародилась в рамках научной гипотезы, эту идею из-за её популярности подхватили оккультисты.

### Теософия
Идею о былом существовании Лемурии развила оккультист и мистификатор, уроженка Российской империи Елена Блаватская (1831—1891), разработавшая собственное мистическое учение — теософию — сочетающее в себе элементы западного оккультизма и индуизма. В 1888 году Блаватская издала «Тайную доктрину» — книгу, в которой содержались все основные постулаты теософского учения. Произведение было написано якобы на основе копии «Книги Дзян», которую Блаватская, по собственным словам, видела в трансе. По её утверждению, оригинал этой книги был написан в Атлантиде на ныне утерянном сензарском языке. По вымыслу Блаватской, эволюционный путь человечества проходит через семь «коренных рас». Современная цивилизация в этой мифологии предстаёт пятой расой, тогда как её прямые предки, третья раса — лемурийцы, проживали в Лемурии, выглядели как обезьяноподобные гуманоиды, были гермафродитами и откладывали яйца. Некоторые из них имели две пары рук и третий глаз на затылке. Закат лемурийцев, по утверждению оккультистки, произошёл в момент появления у них полового диморфизма.
Американский востоковед Уильям Коулман (1843—1909), критически разобрав сочинение Блаватской, обнаружил, что «Тайная доктрина» не является переводом якобы древней книги, а представляет собой синтез и плагиат современных на тот момент оккультных и научных работ, вольно пересказанных основательницей теософии. В частности, она основана на «Вишну-пуране» (пер. 1840) в переводе Гораса Вильсона (1786—1860), труде «World Life; or, Comparative Geology» (1883) Александра Уинчелла (1824—1891) и книге «Атлантида: мир до потопа» (1882) Игнатиуса Доннелли (1831—1901).

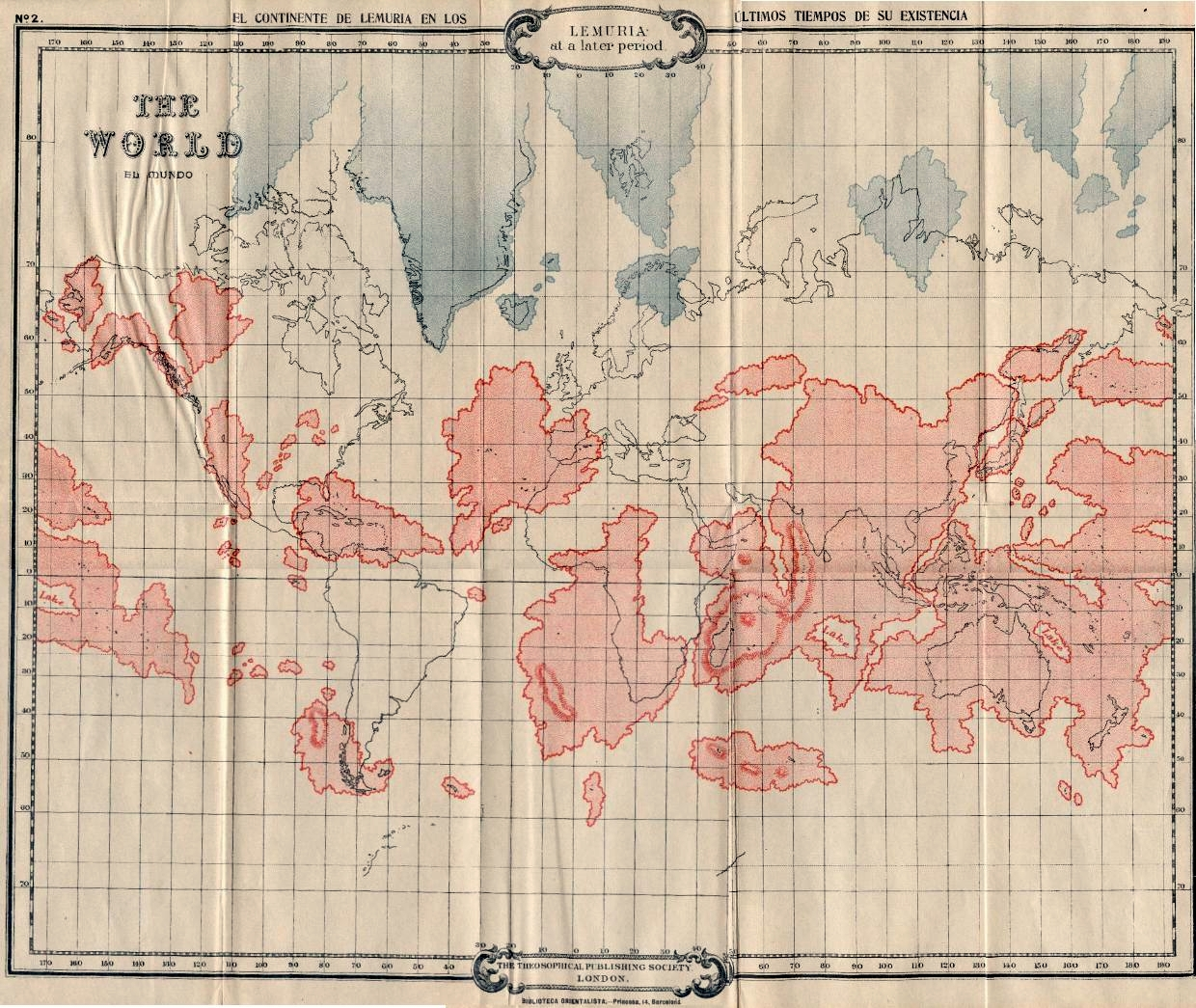
Карта Лемурии в её поздний период, изображённая поверх современного расположения материков. Приложение к первому изданию книги У. Скотта-Эллиота «История Лемурии и Атлантиды» (1896)

Последователь Блаватской, теософ Уильям Скотт-Эллиот (1849—1919) утверждал, что получил откровение от теософских учителей через «астральное ясновидение» (англ. astral clairvoyance), от которых помимо прочего узнал, что Лемурия существовала в мезозойскую эру и была населена динозаврами и другими древними пресмыкающимися. Затем Ману, один из сверхъестественных наблюдателей Вселенной, решил продвинуть человеческую эволюцию на Земле, взяв за основу обезьяноподобных существ с других планет, и создал лемурийцев. Скотт-Эллиот описывал их как существ ростом 12—15 футов, с коричневой кожей, плоским лицом, широко расставленными глазами и третьим глазом на затылке. По фантазии теософа, лемуриец носил одеяние из кожи рептилий, имел деревянное копьё и заводил плезиозавров в качестве домашних животных.
Скотт-Эллиот утверждал, что разумные жители Венеры научили лемурийцев добыче огня, сельскому хозяйству и другим ремёслам, а также идее индивидуального бессмертия и реинкарнации. К концу мезозойской эры части Лемурии начали уходить под воду. Её неутонувший полуостров, находившийся в Северной Атлантике, стал в итоге Атлантидой, где, по мифологии Скотта-Элиотта, зародилась четвёртая коренная раса атлантов, тогда как лемурийцы у него были третьей.
Другой теософский мистик, Рудольф Штейнер (1861—1925), который в 1907 году покинул Теософское общество, основав Антропософское общество, утверждал, что лемурийцы обладали низким уровнем интеллекта и плохим зрением. К концу своего развития лемурийцы приобрели зачатки речи, разделились на два пола, а самки лемурийцев первыми осознали понятия добра и зла.

### Дальнейшая жизнь мифа

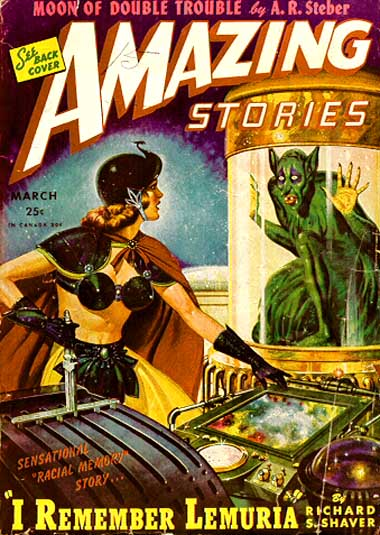
Обложка журнала «Amazing Stories», март 1945 года

С момента популяризации Лемурии Еленой Блаватской эта земля стала стандартным спутником западных эзотерических дисциплин, находясь в одной мифологии вместе с Атлантидой, реинкарнацией, пирамидологией и т. д. Свои варианты мифа также предлагали американские мистики Палмер Холл (1901—1990) и Эдгар Кейси (1877—1945). Некоторые оккультисты переносили местоположение Лемурии из Индийского океана в Тихий. Например, туда её расположил писатель Фредерик Оливер (англ. Frederick Spencer Oliver, 1866—1899) в своём оккультном сочинении «A Dweller on Two Planets» (1905), где также описал свою встречу с древними мудрецами, живущими на горе Шаста в Северной Калифорнии. Это произведение оказало впечатление на пожилого астронома Эдгара Ларкина (англ. Edgar Lucien Larkin, 1847—1924), который за несколько лет до своей смерти был управляющим обсерваторией на горе Лоу в Калифорнии. Ларкин утверждал, что наблюдал через телескоп за лемурийцами на горе Шаста, которые жили в деревне вокруг храма, построенного в стилистике майя. По утверждению астронома, лемурийцы иногда посещали ближайшие города для покупки припасов, расплачиваясь золотыми самородками. В итоге рассказы о мистических жителях горы Шаста стали составным объектом мифа о лемурийцах, несмотря на то что гору постоянно посещают туристы, не встречая её гипотетических обитателей.
Француз Серж Ютен в своей книге 1975 года пишет, что многие авторы, использовавшие название «Лемурия», зачастую под ним смешивали три разных континента: древнейшую огромную континентальную массу Гондваны и два более скромных материка, «переживших разрушение первого». Очень древнюю и громадную Гондвану, которая, возможно, упоминается как «Godwara» в санскритских текстах, стоило бы назвать «Великой Лемурией». Континент в Индийском океане, о котором свидетельствуют Мадагаскар, часть Африки и Декан, был самой Лемурией. А от тихоокеанского континента Му (Пацифиды) сохранились остров Пасхи и Калифорния.

## В тамильской национальной историографии
Гипотеза о существовании Лемурии по-прежнему серьёзно рассматривается рядом представителей тамильского научного сообщества . Согласно мифологии тамилов, в большинстве своём проживающих в индийском штате Тамилнад, в древности этот народ обитал на мифической земле Кумари Кандам и представлял собой развитую цивилизацию, но катастрофическое наводнение уничтожило их родину, оставив в живых лишь тамилов, населявших Южную Индию. Этот миф упоминается в ряде письменных источников на тамильском языке и санскрите относимых к I, II, IX, XII и XIV векам нашей эры. В 1890-х годах тамильские учёные познакомились с гипотезой Склейтера и увидели в ней доказательство существования своей мифической родины. В итоге это породило несогласованность в среде местных исследователей, продолжающуюся до современности, когда одна часть учёных отрицает реальность этого мифа, а другая, ссылаясь на работы Склейтера и Геккеля и другие исследования, заявляет не только о былом существовании Кумари Кандам, но и описывает тамилов как предков всего человечества, а тамильский язык — как первый праязык.
После того, как дравидийские партии пришли к власти на выборах в штате Мадрас в 1967 году, теория о земле Кумари Кандам получила более широкое распространение через школьные и академические учебники. В 1971 году правительство Тамилнада учредило официальный комитет для написания истории Тамилакама (древней тамильской территории). Государственный министр образования Р. Недунджелиян заявил в Законодательном собрании, что под «историей» он имеет в виду «со времен Лемурии, захваченной океаном».
В 1971 правительство Тамилнада учредило комитет историков и литераторов. Одной из целей комитета было подчеркнуть «великую древность» тамилов. В учебнике 1975 года, написанном этим комитетом, подробно описывается теория о захваченной океаном земле Кумари Кандам и утверждается, что эту теорию поддержали «ведущие геологи, этнологи и антропологи».
В 1974 году президент Сенегала, поэт и философ Леопольд Сенгор (1906—2001), выступая перед Международным институтом изучения тамилов в Мадрасе, в своей речи высказал мнение, что до неолита в Индийском океане могла существовать земля с развитой цивилизацией людей, которые после катаклизма поделились своими знаниями с жителями Древнего Египта и Древней Месопотамии. Президент также рекомендовал археологам исследовать дно океана на наличие человеческих окаменелостей.
Затем в 1981 году, в рамках пятой Международной конференции по изучению тамилов в Мадурае, был показан документальный фильм, созданный при личной поддержке индийского актёра и главного министра Тамилнада Марутура Рамачандрана (1917—1987) и финансированный тамилнадским правительством, утверждающий, что тамильский язык и литература ведут свою историю из Кумари Кандам.
Однако подобные заявления в местной науке не считаются академическими, из-за чего учёные, отрицающие данный миф, не ведут с ним борьбу.
По утверждению индолога и историка культуры Сумати Рамасвами, миф о земле Кумари Кандам служит политической цели национального единства.

### Комментарии
1. ↑  англ. Searles Valentine Wood. Не путать с его отцом и полным тёзкой, палеонтологом Сирлсом Вудом (1798—1880).
2. ↑  Примерно 3,6—4,5 метров.
3. ↑  англ. International Institute of Tamil Studies.
4. ↑  англ. Fifth International Conference of Tamil Studies.